# Другово (община)
Другово (на македонска литературна норма: Општина Другово) е община в западната част на Северна Македония, съществувала от 1996 до 2013 година, когато е присъединена към община Кичево.
Общината обхваща 24 села в областите Горна и Долна Копачка по долината на река Треска (Голема) и притока ѝ Белица, както и 4 села в областта Демир Хисар. Седалище на общината е едноименното село Другово, а площта ѝ е 383,24 km2. Населението на общината е 3249 (2002), предимно македонци с албанско малцинство. Гъстотата на населението в общината е 8,48 жители на km2. Последен кмет на община Другово е Добре Никоски, избран в 2009 година, сменяйки на поста Стойо Павловски.

## Структура на населението
Според преброяването от 2002 година община Другово има 3249 жители.
| Етническа принадлежност | Процент |
| македонци               | 86,69%  |
| албанци                 | 4,77%   |
| турци                   | 8,99%   |
| роми                    | 0,03%   |
| власи                   | 0,00%   |
| сърби                   | 0,24%   |
| бошняци                 | 0,00%   |
| други                   | 0,28%   |